# Helmuth A. Häusler
Helmuth A. Häusler (* 1970 in Tirol) ist ein österreichischer Schauspieler.

## Leben
Helmuth A. Häusler studierte zunächst an der Universität Innsbruck die Fächerkombination Pädagogik und Philosophie und arbeitete anschließend als sozialpädagogischer Betreuer mit Kindern und Jugendlichen aus schwierigen sozialen Verhältnissen. Mit Ende Zwanzig wechselte er zur Schauspielerei, die bereits seit früher Kindheit an seine große Leidenschaft gewesen war, studierte Schauspiel und legte in Wien die Bühnenreifeprüfung ab. Als Theaterschauspieler hatte er zahlreiche Engagements an Tiroler Bühnen und in der Off-Theaterszene in Tirol, u. a. am Kellertheater Innsbruck, bei den Tiroler Volksschauspielen in Telfs (2011, in Ambrosia von Roland Schimmelpfennig), beim „Haller Augenspieltheater“ in Hall in Tirol, beim „Theater Praesent“ in Innsbruck, am Westbahntheater in Innsbruck und bei den Domfestspielen Innsbruck.
Von 2005 bis 2015 war er festes Ensemblemitglied am Tiroler Landestheater. Dort spielte er ein breites Repertoire, das die griechische Tragödie, die Hauptwerke der Klassik und zahlreiche Stücke der Jahrhundertwende und  Moderne umfasste. Zu seinen Bühnenrollen dort gehörten u. a. Graf Dunois in Die Jungfrau von Orleans (Spielzeit 2004/05, Regie: Maya Fanke), Juan in Yerma (Spielzeit 2005/06, Regie: Ioan C. Toma), Just in Minna von Barnhelm (Spielzeit 2006/07, Regie: Anne Klinge), Dr. Rank in Nora oder Ein Puppenheim (März bis Juni 2007, Regie: Christian Himmelbauer), Hjalmar Ekdal in Die Wildente (Spielzeit 2007/08, Regie: Klaus Rohrmoser), die Titelrolle in Tartuffe (Spielzeit 2008/09, Regie: Klaus Rohrmoser), Michael in Das Fest (Spielzeit 2008/09, Regie: Michael Gampe), Kasimir in Kasimir und Karoline (Spielzeit 2009/10, Regie: Guntram Brattia), der „Vermummte Herr“ in Frühlings Erwachen (Spielzeit 2009/10, Regie: Markus Völlenklee), die Titelrolle im Urfaust (Spielzeit 2010/11, Regie: Reinhard Göber), Ossip in Platonow (Spielzeit 2009/10, Regie: Mona Kraushaar), Brabantio in Othello (Spielzeit 2010/11, Regie: Michael Gampe), Agamemnon in Die Orestie (Spielzeit 2011/12, Regie: Klaus Rohrmoser) und Hagen von Tronje in Die Nibelungen (Spielzeit 2012/13, Regie: Thomas Krauß).
In der Spielzeit 2007/08 übernahm er am Tiroler Landestheater außerdem die Sprechrolle des Haushofmeister in der Oper Ariadne auf Naxos. In der Spielzeit 2014/15 war er am Tiroler Landestheater als Karenin in Anna Karenina (von Armin Petras nach Leo Tolstoi) unter der Regie von Susanne Schmelcher zu sehen; die Aufführung erhielt den Nestroy-Preis für die beste Bundesländeraufführung 2015.
Häusler wirkte seit 2015 wieder verstärkt bei zahlreichen freien Theaterproduktionen mit. Im November 2015 spielte er im Freien Theater Innsbruck den Orest in der Uraufführung des Theaterstücks Elektra und der Bär von Petra Maria Kraxner. Im Frühjahr 2016 trat er, unter der Regie des ehemaligen Schauspielchefs am Tiroler Landestheater, Klaus Rohrmoser, als Schwiegersohn in August Strindbergs Theaterstück Scheiterhaufen im Theaterpädagogischen Zentrum in Hall in Tirol auf. Im Sommer 2016 führte er Regie bei den Rattenberger Schlossbergspiele, wo er eine für junge Erwachsene dramatisierte Fassung des Romans Peter Pan von James Matthew Barrie vorlegte.
In der Spielzeit 2016/17 gastierte er am „Theater an der Effingerstrasse“ in Bern als Sohn Eric in dem Stück «Bella Figura» von Yasmina Reza. In der Spielzeit 2016/17 spielte er beim „Theater im Container“ in Telfs in der Uraufführung der Liebes- und Beziehungskomödie Die Tagebücher von Adam & Eva (von Anne Clausen nach Mark Twain; Regie: Anne Clausen).
Ab Mai/Juni 2017 spielte er beim „Theater am Schiff“ in einer Produktion der „Neuen Bühne Villach“ die Rolle des auferstandenen Zeitreisenden Lazarus Modriach in der Schlager-Revue Ich, Zarah von Franzobel. Im August 2017 verkörperte er beim „Theater in der Arche Noe“ in Kufstein/Tirol die Rolle des Judas Iskarioth in dem Monolog Judas der niederländischen Autorin Lot Vekemans. Mit dem Monolog Judas trat er in Kufstein auch im November/Dezember 2017 wieder auf. In der Spielzeit 2017/18 gastierte er mit dem Monolog Judas auch am Kellertheater Innsbruck (März 2018).
Seit Herbst 2018 ist Häusler Ensemblemitglied am Landestheater Linz, wo er als Iwan Petrowitsch Wosmibratow in Der Wald von Alexander Ostrowski sowie als Kammerjäger Wolf in Der Verschwender von Ferdinand Raimund auftrat. In der Spielzeit 2020/21 spielte er den Liliom in Franz Molnars Liliom. 2022 verkörperte er den „Bärenjosef“ in der von Sara Ostertag inszenierten Die Geierwally.
Häusler ist seit 2003 kontinuierlich auch für den Film und das Fernsehen tätig. Er arbeitete u. a. mit den Regisseuren und Regisseurinnen Hans-Günther Bücking, Andreas Prochaska, Nils Willbrandt und Barbara Eder zusammen.
In dem deutsch-österreichischen Spielfilm Das finstere Tal (2014) spielte er Hubert Brenner, einen der sechs Söhne des verbrecherischen Brenner-Clans, der ein abgelegenes Bergdorf in den Alpen beherrscht. Im Mai 2015 war er im Österreichischen Fernsehen in der österreichischen Fernsehserie SOKO Donau in einer Episodenrolle als entstelltes Brandopfer Bertram Stocker zu sehen, der sich an seinen drei Halbgeschwistern (Tatjana Alexander, Susanna Kubelka, Alexander Jagsch) brutal rächt. In der vierteiligen österreichisch-deutschen Miniserie Mörderisches Tal – Pregau (2016) hatte er eine durchgehende Nebenrolle als Zuhälter Anton. Im April 2017 war er in der Serie SOKO Donau erneut als Episodendarsteller zu sehen, diesmal als Tierarzt Dr. Robert Hofner, in einer Folge mit Muriel Baumeister in der Hauptrolle. Im Wiener Tatort: Virus (Erstausstrahlung: August 2017) hatte er eine Nebenrolle als Zeuge Walter Böckl, der die Leiche entdeckt. In der österreichischen Fernsehserie SOKO Kitzbühel (Erstausstrahlung: Jänner 2018) war Häusler in einer Episodennebenrolle als tatverdächtiger, und später ermordeter, Landwirt Josef Kritzer zu sehen.
Häusler arbeitet regelmäßig als Sprecher für ORF Tirol und Radio Ö1 bei Hörspielen und Literatur-Lesungen. Er tritt auch mit Lesungen und Rezitationsabenden u. a. mit Texten von Karl Valentin, Ingeborg Bachmann, Ernst Jandl und mit Lyrik österreichischer Minderheiten auf.
Er lebt in der Marktgemeinde Kundl in Tirol und in Linz.

## Filmografie (Auswahl)
- 2003: Jennerwein (Fernsehfilm)
- 2008: In 3 Tagen bist du tot 2 (Kinofilm)
- 2010: Spuren des Bösen (Fernsehfilm)
- 2014: Das finstere Tal (Kinofilm)
- 2015: SOKO Donau – Asche zu Asche (Fernsehserie, Episodenrolle)
- 2016: Mörderisches Tal – Pregau (Fernsehreihe)
- 2017: SOKO Donau – Freunderlwirtschaft (Fernsehserie, Episodenrolle)
- 2017: Tatort: Virus (Fernsehreihe)
- 2017: Das Testament (Kinofilm)
- 2018: SOKO Kitzbühel – Dunkle Wasser (Fernsehserie, Episodenrolle)
- 2018: Spuren des Bösen – Wut (Fernsehreihe)
- 2018: L’Animale (Kinofilm)
- 2018: Das Wunder von Wörgl (Fernsehfilm)
- 2020: Tatort: Pumpen (Fernsehreihe)
- 2020: Hochwald (Kinofilm)
- 2021: Landkrimi – Steirerrausch (Fernsehreihe)
- 2022: Euer Ehren (Fernsehserie)
- 2022: Märzengrund (Kinofilm)
- 2022: Schächten (Kinofilm)
- 2022: SOKO Donau – Lieblingsmensch (Fernsehserie, Episodenrolle)
- 2023: SOKO Linz – Der Skorpion (Fernsehserie)
- 2025: Zweitland (Kinofilm)